# Anaktuvuk River
Der Anaktuvuk River (auch Anukturuk River) ist ein 215 Kilometer langer rechter Nebenfluss des Colville River in der North Slope im Norden des US-Bundesstaates Alaska.

## Verlauf
Er entspringt im Norden der Brookskette, fließt vorwiegend in nördlicher Richtung und mündet in den Colville River. Der Kanayut River und der Nanushuk River, beide von rechts, sind die einzigen bedeutenden Nebenflüsse des Anaktuvuk River.

## Name
In Inupiaq, der Sprache der Inupiat, bedeutet der Name des Flusses „Ort des Karibukots“, ein Hinweis darauf, dass hier große Karibuherden durchziehen.